# هربرت هوور

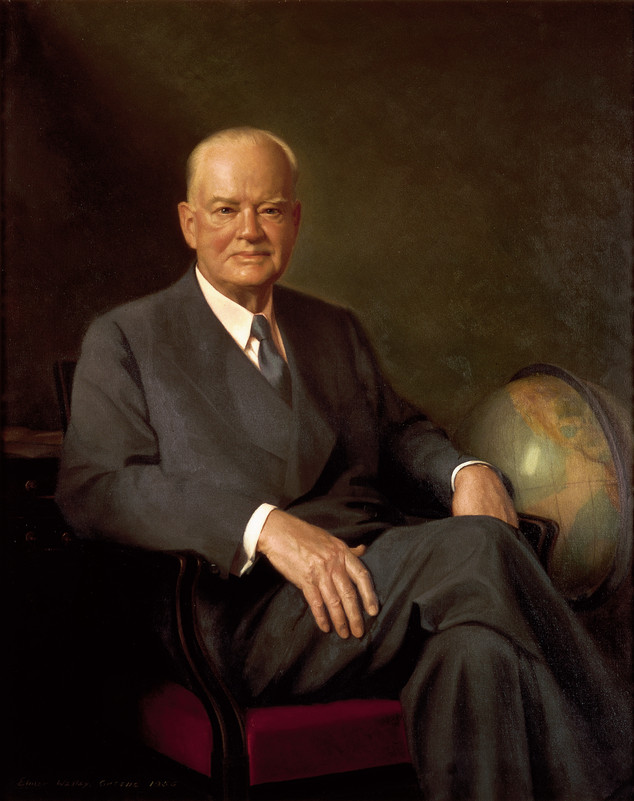

هربرت هوور(به انگلیسی: Herbert Clark Hoover) (۱۰ اوت ۱۸۷۴ – ۲۰ اکتبر ۱۹۶۴) سی و یکمین رئیس‌جمهور ایالات متحده آمریکا از حزب جمهوری‌خواه بود. وی نخستین رئیس‌جمهور چپ دست دنیا بود.
وابستگی سیاسی هوور به یکی از دو حزب جمهوری‌خواه و دموکرات آمریکا تا پیش از انتخابات ریاست جمهوری ۱۹۲۰ تا آن حد روشن نبود که این دو حزب اصلی وی را به عنوان نامزد بالقوه خود در نظر بگیرند. اما پس از این انتخابات گرایش سیاسی وی با عهده‌دار شدن ریاست وزارتخانه بازرگانی آمریکا در دوران تصدی هاردینگ و کولیج مشخص شد. جمهوری‌خواهان هوور را در سال ۱۹۲۸ به عنوان کاندیدای حزب خود برای رقابت با «آلفرد اسمیت» از حزب دموکرات معرفی کردند. وی در این رقابت پیروز شد، اما در انتخابات سال ۱۹۳۲ از تکرار این پیروزی بازماند. بعدها چهره عمومی هوور به واسطه مشاوره و خدماتی که به هری ترومن و دوایت آیزنهاور داد، بهبود یافت.
هربرت هوور و همسرش لو هنری هوور، چندین سال در چین زندگی کرده بودند و هر دو زبان چینی را آموخته بودند.